# Черемушки (Чаїнський район)
Чере́мушки (рос. Черёмушки) — селище у складі Чаїнського району Томської області, Росія. Входить до складу Підгорнського сільського поселення.

## Населення
Населення — 112 осіб (2010; 203 у 2002).
Національний склад (станом на 2002 рік):
- росіяни — 96 %